# Liste der Biografien/Stew
Liste der Biografien |
Portal Biografien |
Personensuche
# |
A |
B |
C |
D |
E |
F |
G |
H |
I |
J |
K |
L |
M |
N |
O |
P |
Q |
R |
S |
T |
U |
V |
W |
X |
Y |
Z |
?
 
Sa |
Sb |
Sc |
Sd |
Se |
Sf |
Sg |
Sh |
Si |
Sj |
Sk |
Sl |
Sm |
Sn |
So |
Sp |
Sq |
Sr |
Ss |
St |
Su |
Sv |
Sw |
Sy |
Sz
 
Sta |
Ste |
Sth |
Sti |
Stj |
Stl |
Sto |
Str |
Sts |
Stt |
Stu |
Stv |
Stw |
Sty
 
Stea |
Steb |
Stec |
Sted |
Stee |
Stef |
Steg |
Steh |
Stei |
Stej |
Stek |
Stel |
Stem |
Sten |
Steo |
Step |
Ster |
Stes |
Stet |
Steu |
Stev |
Stew |
Stey |
Stez
Die Liste der Biografien führt alle Personen auf, die in der deutschsprachigen Wikipedia einen Artikel haben. Dieses ist eine Teilliste mit 395 Einträgen von Personen, deren Namen mit den Buchstaben „Stew“ beginnt.

## Stew

### Stewa

#### Stewar

##### Steward
- Steward, Emanuel (1944–2012), US-amerikanischer Boxtrainer
- Steward, Ernest (1914–1990), britischer Kameramann
- Steward, Herbie (1926–2003), US-amerikanischer Jazzsaxophonist
- Steward, Howard (1869–1951), kanadischer Curler
- Steward, Julian (1902–1972), US-amerikanischer Anthropologe
- Steward, Kimberly, US-amerikanische Filmproduzentin
- Steward, Lewis (1824–1896), US-amerikanischer Politiker
- Steward, Natalie (* 1943), britische Schwimmerin
- Steward, Samuel M. (1909–1993), US-amerikanischer Schriftsteller
- Steward, Scott (* 1965), australischer Radrennfahrer
- Steward, Susan McKinney (1847–1918), erste afro-amerikanische Ärztin im Staat New York

##### Stewart

###### Stewart L
- Stewart Leonard, Herbert (1908–1952), US-amerikanischer Kunsthistoriker

###### Stewart O
- Stewart of Beath, James († 1544), schottischer Adliger
- Stewart of Bonkyl, John († 1298), schottischer Adliger und Militär
- Stewart of Bunkle, Alexander († 1319), schottischer Adliger
- Stewart of Darnley, John († 1429), schottisch-französischer Adliger

###### Stewart, A
- Stewart, Adam (* 1987), neuseeländischer Bahnradsportler
- Stewart, Akeem (* 1991), guyanischer Leichtathlet
- Stewart, Al (1927–2016), US-amerikanischer Jazzmusiker
- Stewart, Al (* 1945), britischer LiedermacherAl Stewart (* 1945)

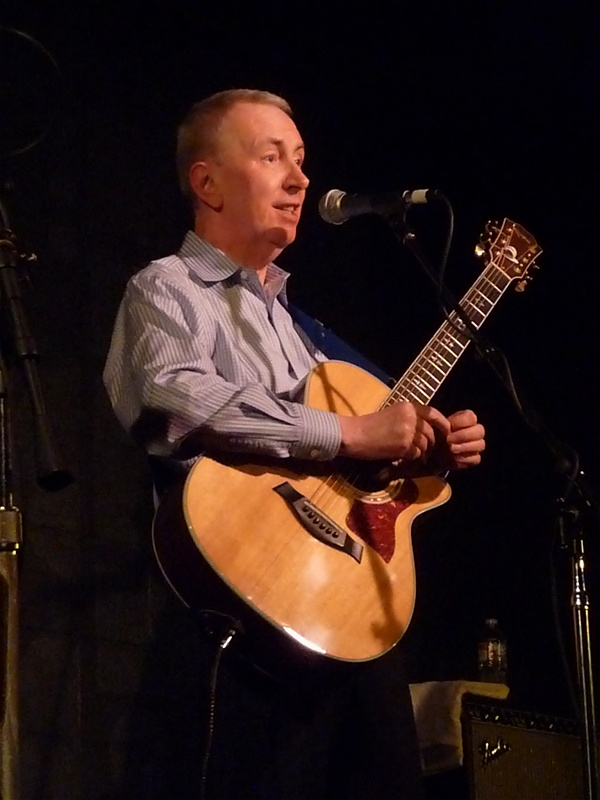
Al Stewart (* 1945)

- Stewart, Alan (* 1955), britischer Skirennläufer
- Stewart, Alan, Earl of Menteith, schottischer Magnat
- Stewart, Alex (1964–2016), jamaikanischer Boxer
- Stewart, Alexander († 1513), schottischer Humanist und Erzbischofselekt von St Andrews
- Stewart, Alexander (1829–1912), US-amerikanischer Politiker kanadischer Herkunft
- Stewart, Alexander Peter (1821–1908), US-amerikanischer General während des Sezessionskrieges
- Stewart, Alexander, 1. Duke of Albany († 1485), schottischer Adliger
- Stewart, Alexander, 1. Earl of Buchan († 1394), Sohn von Robert II., König von Schottland
- Stewart, Alexander, 12. Earl of Mar († 1435), schottischer Adliger
- Stewart, Alexander, 2. Earl of Buchan († 1505), schottischer Adliger
- Stewart, Alexander, Earl of Menteith, schottischer Magnat
- Stewart, Alexandra (* 1939), kanadische SchauspielerinAlexandra Stewart (* 1939)

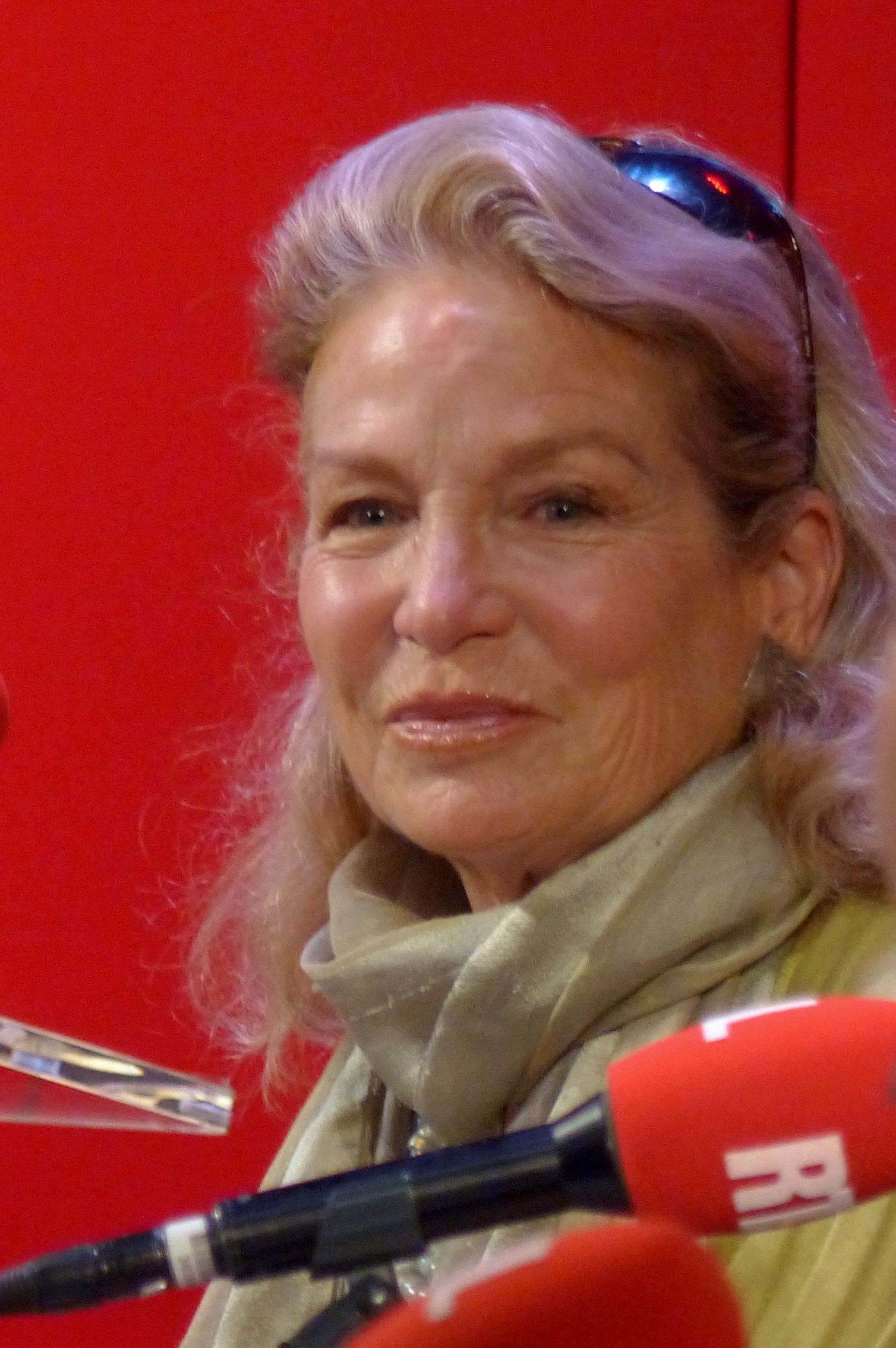
Alexandra Stewart (* 1939)

- Stewart, Alfie (* 1993), britischer Schauspieler
- Stewart, Alice (1906–2002), britische Epidemiologin
- Stewart, Alice (1966–2024), US-amerikanische Fernsehjournalistin
- Stewart, Allan (1942–2016), schottischer Politiker
- Stewart, Amanda (* 1959), australische Lyrikern und Performancekünstlerin
- Stewart, Amelia, Marchioness of Londonderry (1772–1829), britische Adlige
- Stewart, Amii (* 1956), US-amerikanische Pop-Sängerin, Tänzerin und Schauspielerin
- Stewart, Andrew, schottischer Adliger
- Stewart, Andrew (1937–2013), britischer Politiker (Conservative Party), Mitglied des House of Commons
- Stewart, Andrew (* 1955), australischer Stabhochspringer
- Stewart, Andrew junior (1836–1903), US-amerikanischer Politiker
- Stewart, Andrew senior (1791–1872), US-amerikanischer Jurist und Politiker
- Stewart, Andrew, 1. Lord Avondale († 1488), schottischer Adliger und Politiker
- Stewart, Andrew, 1. Lord Avondale († 1513), schottischer Adliger
- Stewart, Andrew, 1. Lord Stewart of Ochiltree († 1548), schottischer Adliger
- Stewart, Anita (1895–1961), US-amerikanische Schauspielerin
- Stewart, Anthea (* 1944), simbabwische Hockeyspielerin
- Stewart, Anthony (* 1985), kanadischer Eishockeyspieler
- Stewart, Anthony (* 1992), englischer Fußballspieler
- Stewart, April (* 1968), US-amerikanische Synchronsprecherin und Schauspielerin
- Stewart, Archibald, 1. Baronet, schottisch-britischer Adliger und Politiker

###### Stewart, B
- Stewart, Balfour (1828–1887), schottischer Physiker
- Stewart, Barry (* 1988), US-amerikanischer Basketballspieler
- Stewart, Bennett M. (1912–1988), US-amerikanischer Politiker
- Stewart, Bill (* 1921), US-amerikanischer Hochspringer
- Stewart, Bill (* 1957), italo-kanadischer Eishockeyspieler und -trainer
- Stewart, Bill (* 1966), US-amerikanischer Jazz-Schlagzeuger
- Stewart, Billy (1937–1970), US-amerikanischer Sänger und Keyboarder
- Stewart, Bob (* 1945), US-amerikanischer Tubist des Creative Jazz
- Stewart, Bob (1950–2017), kanadischer Eishockeyspieler
- Stewart, Booboo (* 1994), US-amerikanischer Schauspieler und SängerBooboo Stewart (* 1994)

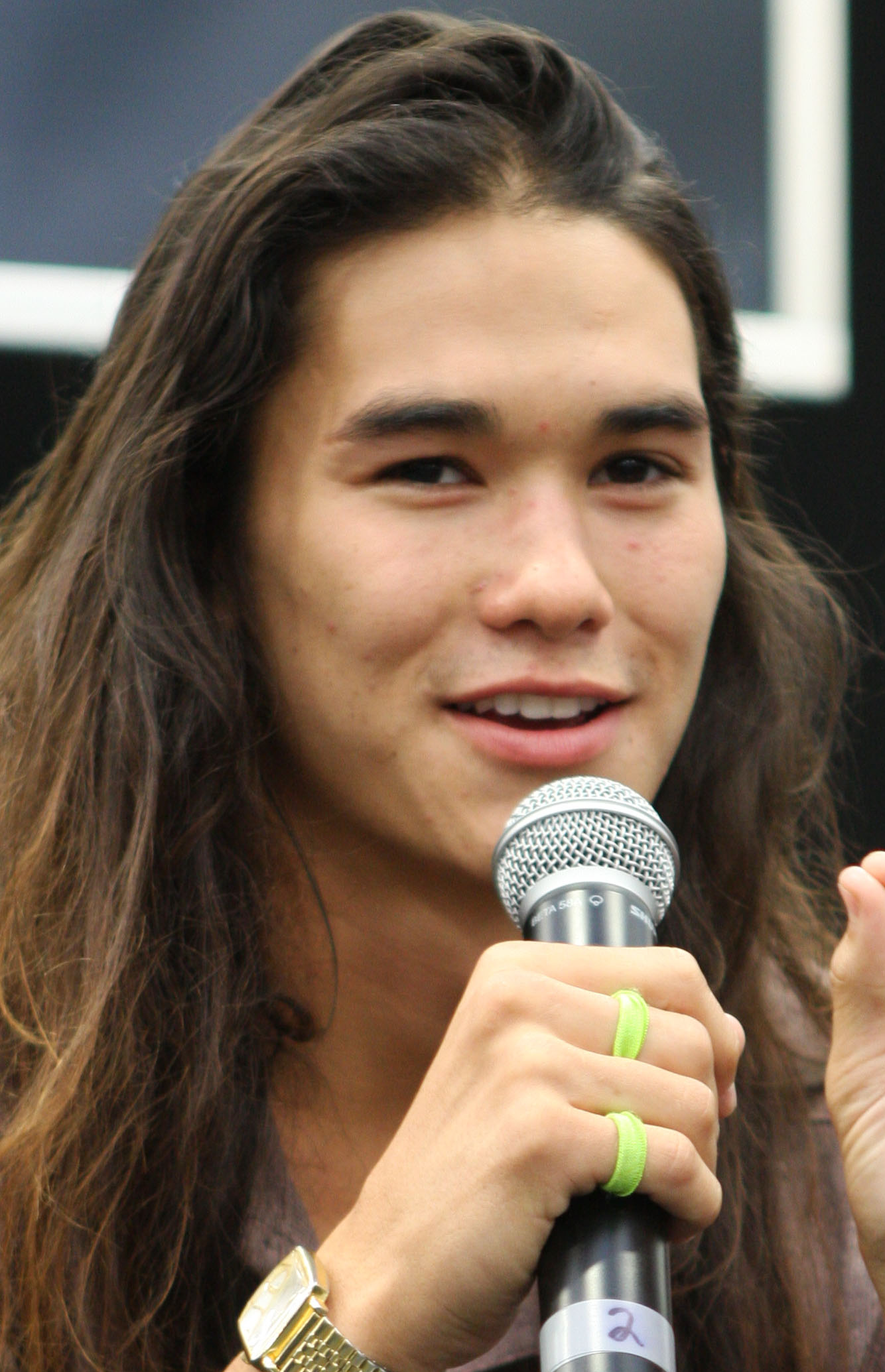
Booboo Stewart (* 1994)

- Stewart, Breanna (* 1994), US-amerikanische Basketballspielerin
- Stewart, Bryanne (* 1979), australische Tennisspielerin
- Stewart, Buddy (1922–1950), US-amerikanischer Jazzsänger

###### Stewart, C
- Stewart, Cal (1856–1919), US-amerikanischer Pionier im Vaudeville und in der frühen Tonaufnahme
- Stewart, Cam (* 1971), kanadischer Eishockeyspieler und -trainer
- Stewart, Cameron Leigh, kanadischer Mathematiker
- Stewart, Campbell (* 1998), neuseeländischer Radsportler
- Stewart, Carlton F., US-amerikanischer Astronom und Asteroidenentdecker
- Stewart, Catherine Mary (* 1959), kanadische Schauspielerin
- Stewart, Charles (1729–1800), irisch-amerikanischer Politiker
- Stewart, Charles (1836–1895), US-amerikanischer Politiker
- Stewart, Charles (1868–1946), kanadischer Politiker
- Stewart, Charles (1881–1965), britischer Sportschütze
- Stewart, Charles Samuel (1795–1870), US-amerikanischer Missionar
- Stewart, Charles, 1. Earl of Lennox (1557–1576), schottischer Adliger
- Stewart, Charles, 6. Duke of Lennox (1639–1672), schottischer Adliger
- Stewart, Charlie (* 1993), US-amerikanischer Schauspieler
- Stewart, Charlotte (* 1941), US-amerikanische SchauspielerinCharlotte Stewart (* 1941)

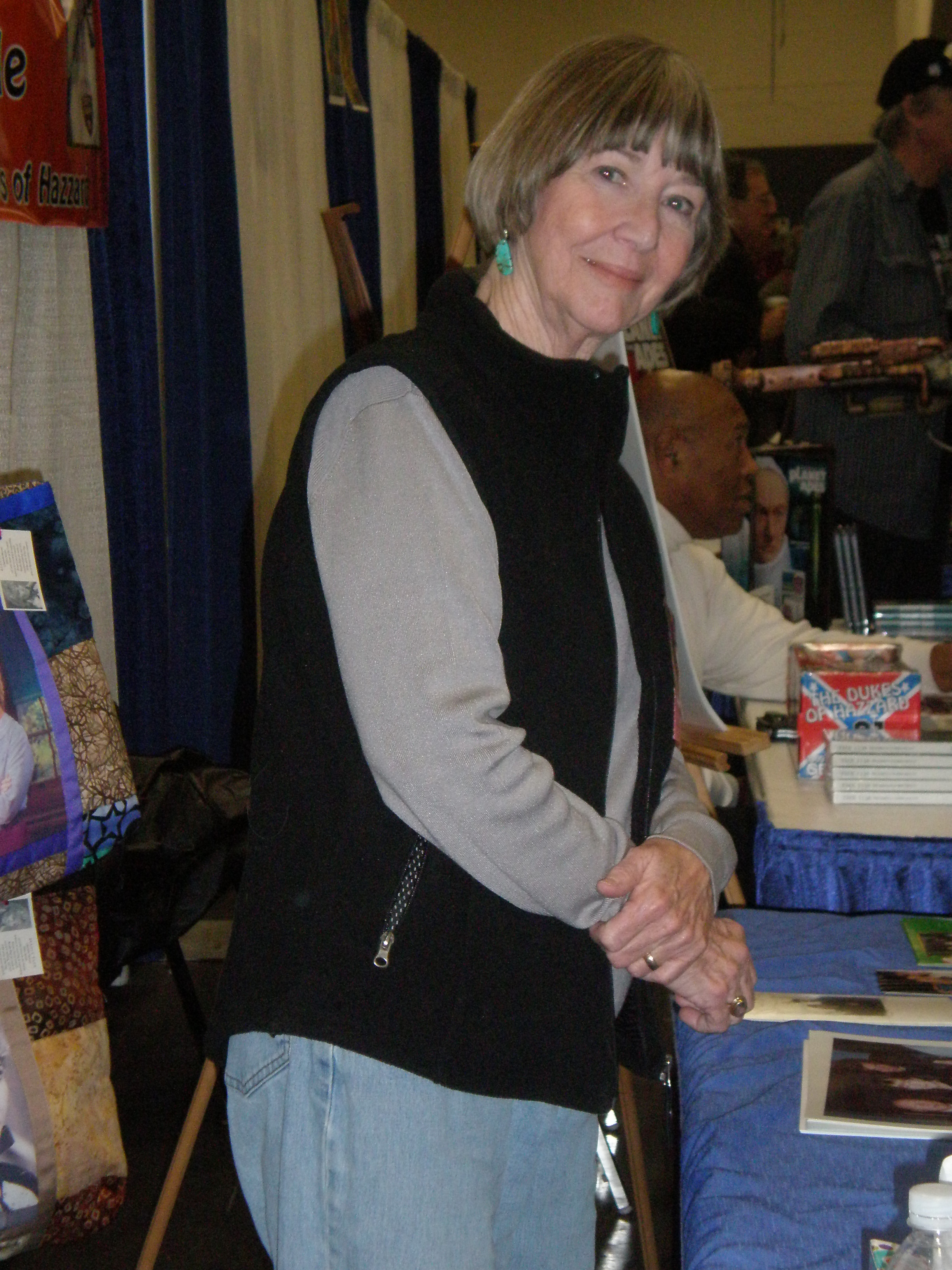
Charlotte Stewart (* 1941)

- Stewart, Chelsea (* 1990), kanadische Fußballspielerin
- Stewart, Chris (* 1951), englischer Autor und Musiker, Gründungsmitglied von Genesis
- Stewart, Chris (* 1960), US-amerikanischer Autor und Politiker der Republikanischen Partei
- Stewart, Chris (* 1987), kanadischer Eishockeyspieler
- Stewart, Christina, 4. Countess of Buchan (1547–1580), schottische Adelige
- Stewart, Christine, schottische Badmintonspielerin
- Stewart, Colin William, kanadischer Diplomat und UN-Sonderbeauftragter
- Stewart, Cornelius (* 1989), vincentischer Fußballspieler

###### Stewart, D
- Stewart, Darian (* 1988), US-amerikanischer American-Football-Spieler
- Stewart, Dave (* 1950), britischer Keyboarder, Arrangeur und Produzent
- Stewart, David (1800–1858), US-amerikanischer Politiker (Whig Party)
- Stewart, David (1947–2018), schottischer Fußballtorhüter
- Stewart, David (* 1956), schottischer Politiker (Labour Party), Mitglied des House of Commons
- Stewart, David A. (* 1952), britischer Musiker, Gitarrist, Komponist und ProduzentDavid A. Stewart (* 1952)

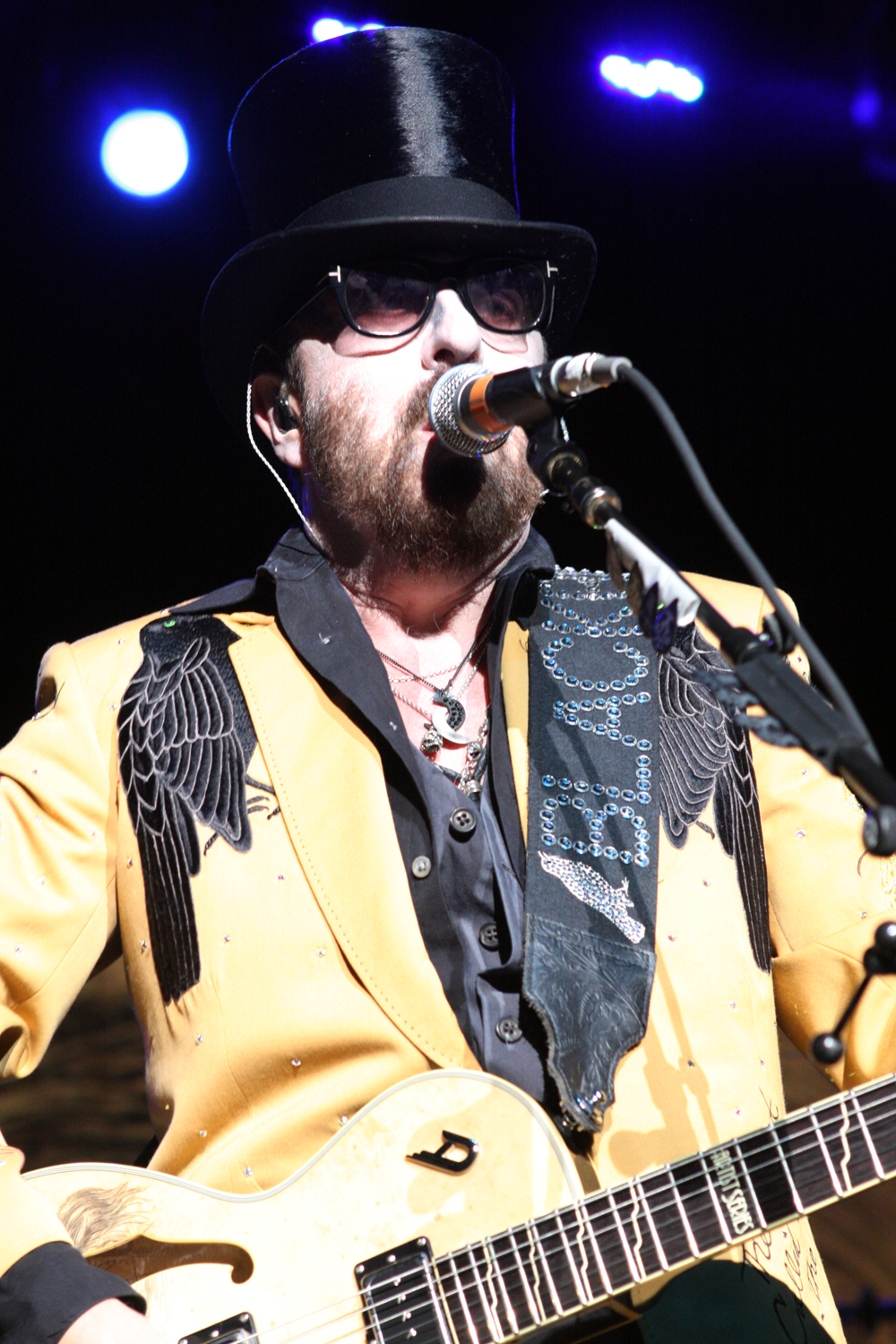
David A. Stewart (* 1952)

- Stewart, David K. (1937–1997), US-amerikanischer Kameramann und Filmtechniker
- Stewart, David W. (1887–1974), US-amerikanischer Politiker (Republikanische Partei)
- Stewart, David, 1. Duke of Rothesay (1378–1402), schottischer Thronerbe
- Stewart, David, 1. Earl of Strathearn and Caithness, schottischer Adeliger
- Stewart, DeLisle (1870–1941), US-amerikanischer Astronom
- Stewart, Dennis (* 1960), britischer Judoka
- Stewart, Dick, US-amerikanischer Basketballtrainer
- Stewart, Don (1935–2022), US-amerikanischer Musiker, Arrangeur und Komponist
- Stewart, Don (1935–2006), US-amerikanischer Schauspieler und Synchronsprecher
- Stewart, Donald (1920–1992), schottischer Politiker der Scottish National Party (SNP)
- Stewart, Donald (1930–1999), US-amerikanischer Drehbuchautor, Zeitungsredakteur und Journalist
- Stewart, Donald Charles (1859–1885), englisches Tennisspieler
- Stewart, Donald Ogden (1894–1980), US-amerikanischer Drehbuchautor, Dramaturg und Schauspieler
- Stewart, Donald W. (* 1940), US-amerikanischer Politiker
- Stewart, Donald, 1. Baronet (1824–1900), britischer Feldmarschall und Oberbefehlshaber in Indien
- Stewart, Douglas (1919–1995), kanadisch-US-amerikanischer Filmeditor
- Stewart, Douglas Day (* 1940), US-amerikanischer Drehbuchautor, Filmproduzent und Filmregisseur
- Stewart, Dugald (1753–1828), schottischer Philosoph
- Stewart, Dugald (1821–1870), US-amerikanischer Anwalt, Geschäftsmann und Politiker, State Auditor von Vermont
- Stewart, Duncan (1763–1820), US-amerikanischer Politiker
- Stewart, Duncan (1833–1923), Präsident Uruguays

###### Stewart, E
- Stewart, Earnie (* 1969), US-amerikanischer Fußballspieler
- Stewart, Eddie (1934–2015), schottischer Fußballspieler
- Stewart, Edward († 1999), US-amerikanischer Artdirector und Szenenbildner
- Stewart, Elaine (1930–2011), US-amerikanische Schauspielerin und Model
- Stewart, Ellen (1919–2011), US-amerikanische Theaterregisseurin und -produzentin
- Stewart, Enrique, uruguayischer Politiker
- Stewart, Eric (* 1945), britischer Rocksänger, Gitarrist und Songschreiber
- Stewart, Errol (* 1950), jamaikanischer Sprinter
- Stewart, Esmé, 1. Duke of Lennox († 1583), schottischer Adliger
- Stewart, Esmé, 3. Duke of Lennox († 1624), schottischer Adliger
- Stewart, Esmé, 5. Duke of Lennox (1649–1660), schottischer Adliger
- Stewart, Euphemia, 2. Countess of Strathearn and Caithness († 1434), schottische Adelige
- Stewart, Evan (* 1975), simbabwischer Wasserspringer
- Stewart, Eve (* 1961), britische Bühnenbildnerin
- Stewart, Eve (* 1998), britische Ruderin
- Stewart, Ewan (* 1957), britischer Schauspieler

###### Stewart, F
- Stewart, Fivel (* 1996), US-amerikanische SchauspielerinFivel Stewart (* 1996)

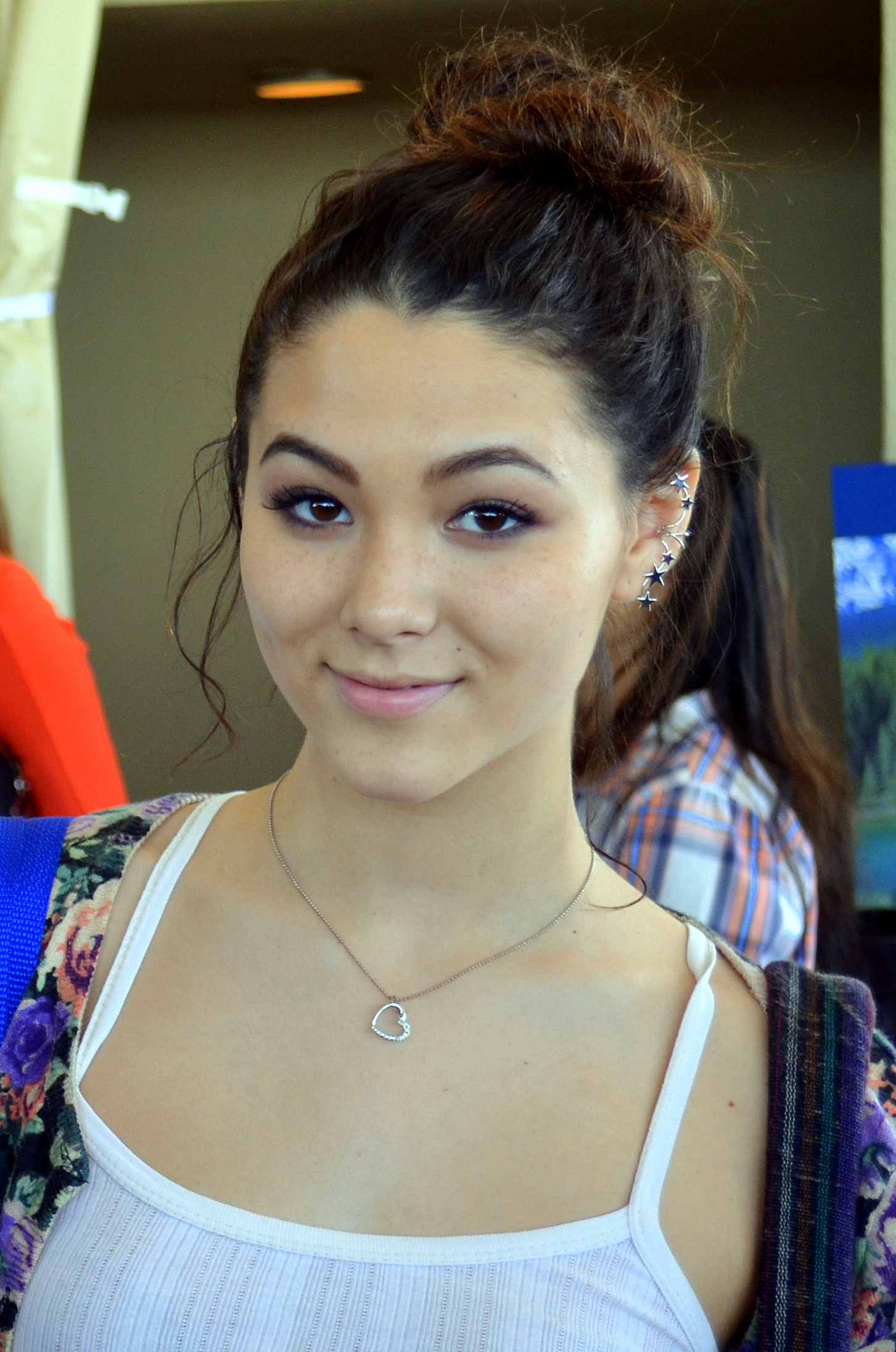
Fivel Stewart (* 1996)

- Stewart, Frances (1840–1916), neuseeländische sozial engagierte Frau
- Stewart, Frances, Duchess of Richmond and Lennox (1647–1702), schottische Adlige und Mätresse von König Karl II. von England
- Stewart, Frederick Harold (1884–1961), australischer Politiker und Außenminister
- Stewart, Freya (* 1964), deutsche Dramaturgin und Drehbuchautorin

###### Stewart, G
- Stewart, Gary (1944–2003), US-amerikanischer Countrymusiker und Liedtexter
- Stewart, Gaye (1923–2010), kanadischer Eishockeyspieler
- Stewart, Geoffrey (* 1973), australischer Ruderer
- Stewart, George (1766–1791), britischer Seemann
- Stewart, George R. (1895–1980), US-amerikanischer Schriftsteller, Sprachforscher und Professor für Englisch an der University of California, Berkeley
- Stewart, George Vesey (1831–1920), irisch-neuseeländischer Siedler, Kolonialist, Politiker, Gründer der Orte Katikati und Te Puke und erster Bürgermeister der Stadt Tauranga
- Stewart, George W (1876–1956), US-amerikanischer Physiker
- Stewart, Gilbert W. (* 1940), US-amerikanischer Mathematiker
- Stewart, Glenn, neuseeländischer Badmintonspieler
- Stewart, Gordon (* 1948), kanadischer Zehnkämpfer
- Stewart, Grace (* 1997), australische Hockeyspielerin
- Stewart, Grace Anne (1893–1970), kanadisch-US-amerikanische Geologin
- Stewart, Grant (* 1971), kanadischer Jazzmusiker (Saxophon)
- Stewart, Greg (* 1986), kanadischer Eishockeyspieler
- Stewart, Greg (* 1990), schottischer Fußballspieler

###### Stewart, H
- Stewart, Harhys (* 2001), singapurisch-walisischer Fußballspieler
- Stewart, Helen (1854–1926), US-amerikanische Pionierin und Postmaster
- Stewart, Henry, 1. Lord Methven († 1551), schottischer Adliger und Militär
- Stewart, Henry, 1. Lord St. Colme († 1612), schottischer Adeliger
- Stewart, Henry, 2. Lord Methven († 1572), schottischer Adliger und Militär
- Stewart, Herbert (1843–1885), britischer Generalmajor
- Stewart, Hugh (1910–2011), britischer Filmeditor, Filmproduzent und Lehrer
- Stewart, Hugh Fraser (1863–1948), britischer Romanist und Blaise Pascal-Spezialist

###### Stewart, I
- Stewart, Iain (* 1972), britischer Politiker
- Stewart, Ian (1929–2017), britischer Automobilrennfahrer
- Stewart, Ian (1938–1985), britischer PianistIan Stewart (1938–1985)

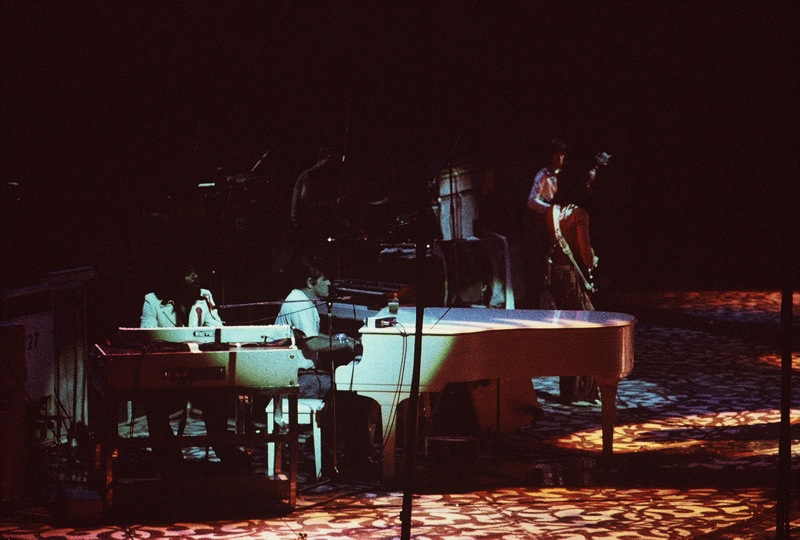
Ian Stewart (1938–1985)

- Stewart, Ian (* 1945), britischer Mathematiker
- Stewart, Ian (* 1949), schottischer Langstreckenläufer
- Stewart, Ian (* 1961), nordirischer Fußballspieler und -trainer
- Stewart, Ian, Baron Stewartby (1935–2018), britischer Politiker, Mitglied des House of Commons und Wirtschaftsmanager
- Stewart, Isabelle (* 1426), schottische Prinzessin und bretonische Herzogin
- Stewart, Isaiah (* 2001), US-amerikanischer Basketballspieler

###### Stewart, J
- Stewart, J. George (1890–1970), US-amerikanischer Politiker
- Stewart, Jack (1917–1983), kanadischer Eishockeyspieler
- Stewart, Jackie (* 1939), britischer Rennfahrer
- Stewart, Jackson (* 1980), US-amerikanischer Bahn-, Cyclocross- und Straßenradrennfahrer
- Stewart, Jacob H. (1829–1884), US-amerikanischer Politiker
- Stewart, Jacqueline, britische Genetikerin und Theologin
- Stewart, Jake (* 1999), britischer Radrennfahrer
- Stewart, James (1775–1821), US-amerikanischer Politiker
- Stewart, James (1831–1905), britisch-südafrikanischer Missionar und Principal
- Stewart, James (1906–1991), US-amerikanischer Zehnkämpfer und Hochspringer
- Stewart, James (1908–1997), US-amerikanischer SchauspielerJames Stewart (1908–1997)

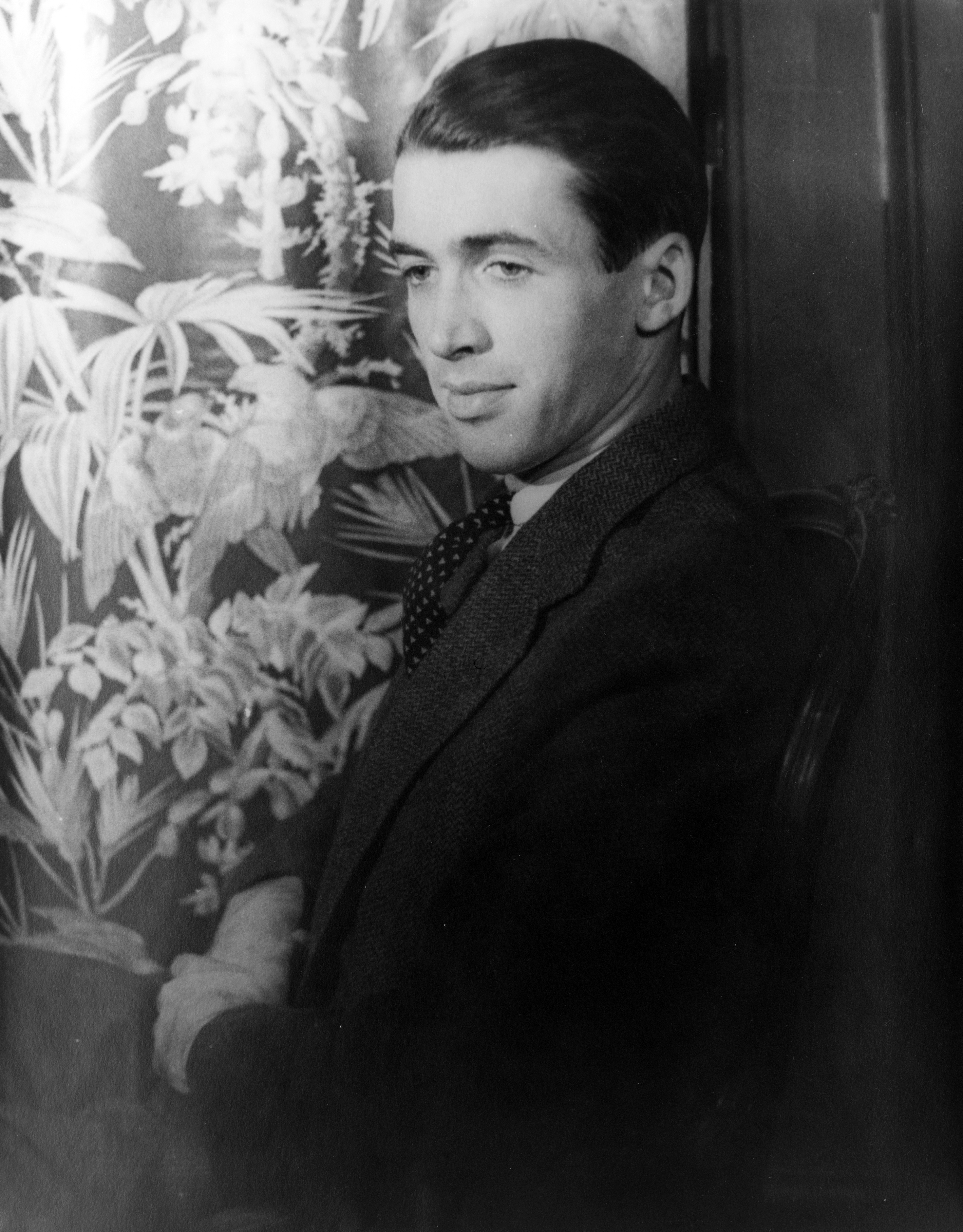
James Stewart (1908–1997)

- Stewart, James (* 1971), US-amerikanischer American-Football-Spieler
- Stewart, James (* 1973), australischer Ruderer
- Stewart, James Augustus (1808–1879), US-amerikanischer Jurist und Politiker
- Stewart, James F. (1851–1904), US-amerikanischer Politiker
- Stewart, James G. (1907–1997), US-amerikanischer Film- und Tontechniker
- Stewart, James S. (1791–1863), schottischer Maler und Radierer
- Stewart, James, 1. Duke of Ross (1476–1504), schottischer Prinz
- Stewart, James, 1. Earl of Buchan († 1499), schottischer Adliger
- Stewart, James, 1. Earl of Moray (1531–1570), Earl of MorayJames Stewart, 1. Earl of Moray (1531–1570)

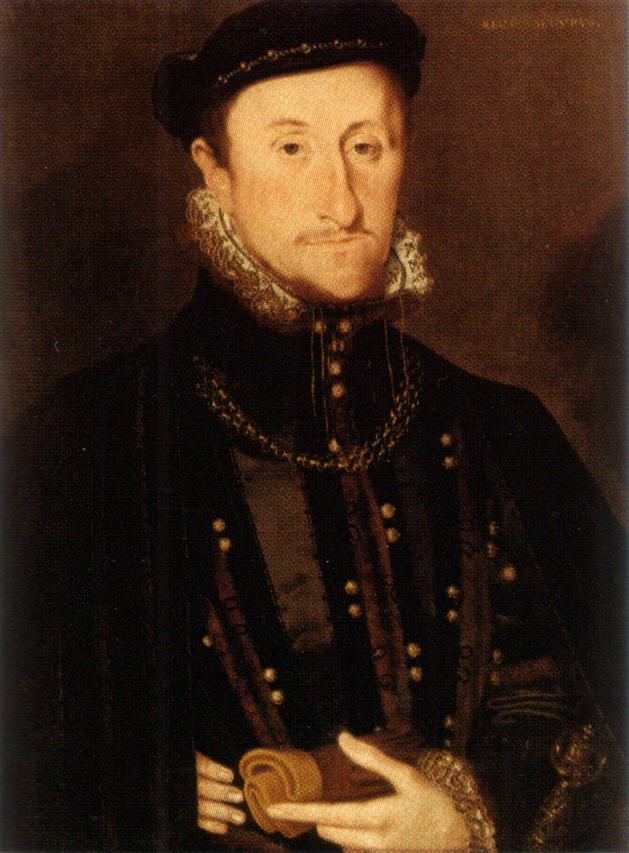
James Stewart, 1. Earl of Moray (1531–1570)

- Stewart, James, 1. Lord Doune († 1590), schottischer Adliger
- Stewart, James, 3. Baronet († 1756), britischer Adliger
- Stewart, James, 4. Duke of Lennox (1612–1655), schottischer Adliger
- Stewart, James, 5. High Steward of Scotland († 1309), schottischer Adliger
- Stewart, Jamie (* 1964), englischer Musiker
- Stewart, JC (* 1997), nordirischer Sänger, Songwriter und Musiker
- Stewart, Jeff (* 1955), britischer Schauspieler
- Stewart, Jennifer (* 1968), US-amerikanische Pornodarstellerin und Schauspielerin
- Stewart, Jermaine (1957–1997), US-amerikanischer Sänger
- Stewart, Jim (1930–2022), US-amerikanischer R&B-Produzent, Gründer von Stax Records
- Stewart, Jim (* 1954), schottischer Fußballspieler
- Stewart, Jimmy (1931–2008), britischer Rennfahrer
- Stewart, Joan Hinde (* 1944), US-amerikanische Sprachwissenschaftlerin, Romanistin und Hochschullehrerin
- Stewart, Jock (1883–1950), britischer Bahnradsportler
- Stewart, John († 1421), schottischer Adeliger
- Stewart, John († 1820), US-amerikanischer Politiker
- Stewart, John (1795–1860), US-amerikanischer Politiker
- Stewart, John (1927–1995), britischer Diplomat
- Stewart, John (1939–2008), US-amerikanischer Singer-Songwriter
- Stewart, John (* 1950), kanadischer Eishockeyspieler
- Stewart, John (* 1954), kanadischer Eishockeyspieler
- Stewart, John Alexander (1846–1933), britischer Philosoph und Klassischer Philologe
- Stewart, John D. (1833–1894), US-amerikanischer Politiker
- Stewart, John Knox (1853–1919), US-amerikanischer Politiker
- Stewart, John Malcolm (1943–2016), britischer Astrophysiker
- Stewart, John Morrow (1924–2011), US-amerikanischer Biochemiker
- Stewart, John Quincy (1894–1972), US-amerikanischer Astrophysiker
- Stewart, John Wolcott (1825–1915), US-amerikanischer Politiker
- Stewart, John, 1. Earl of Angus († 1331), schottischer Adliger
- Stewart, John, 1. Earl of Atholl († 1512), schottischer Adliger
- Stewart, John, 1. Earl of Atholl († 1603), schottischer Adliger
- Stewart, John, 1. Earl of Lennox (1430–1495), schottischer Adliger
- Stewart, John, 2. Duke of Albany († 1536), schottischer Adliger und Regent in Schottland
- Stewart, John, 2. Earl of Atholl († 1521), schottischer Adliger
- Stewart, John, 3. Earl of Buchan († 1424), schottischer Adeliger, Connétable von Frankreich
- Stewart, John, 3. Earl of Buchan, schottischer Adliger
- Stewart, John, 3. Earl of Lennox (1490–1526), schottischer Adliger
- Stewart, John, 4. Earl of Atholl († 1579), schottischer Adliger
- Stewart, John, Earl of Mar (* 1456), schottischer Adeliger, Earl of Mar
- Stewart, John, Earl of Mar († 1503), schottischer Adeliger, Earl of Mar
- Stewart, Johnny (* 1934), US-amerikanischer Film- und Fernsehschauspieler
- Stewart, Jon (* 1961), US-amerikanischer Philosoph und Philosophiehistoriker
- Stewart, Jon (* 1962), US-amerikanischer Komiker, Schauspieler, Schriftsteller, Produzent und RegisseurJon Stewart (* 1962)

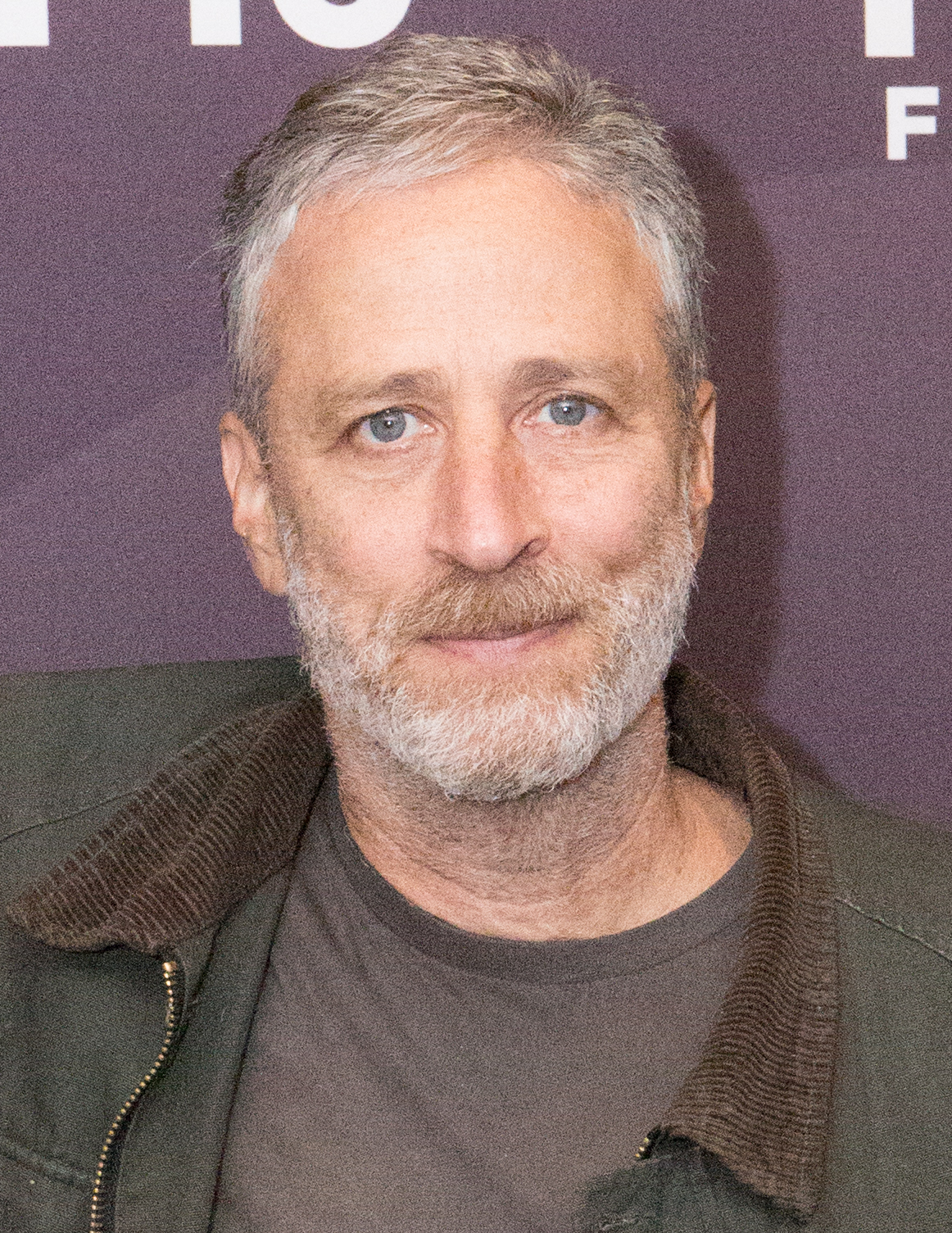
Jon Stewart (* 1962)

- Stewart, Jonathan (* 1987), US-amerikanischer American-Football-Spieler
- Stewart, Jordan (* 1996), schottischer Fußballspieler
- Stewart, Josh (* 1977), US-amerikanischer Schauspieler
- Stewart, Joyce (1936–2011), britische Botanikerin
- Stewart, Julius (1855–1919), US-amerikanischer Maler

###### Stewart, K
- Stewart, Karen Brevard (* 1952), US-amerikanische Diplomatin
- Stewart, Karl (* 1983), kanadischer Eishockeyspieler und -scout
- Stewart, Katerina (* 1997), US-amerikanische Tennisspielerin
- Stewart, Kathleen (* 1953), US-amerikanische Ethnologin, Anthropologin und Hochschullehrerin
- Stewart, Katrine, US-amerikanische Autorin
- Stewart, Kellee (* 1976), US-amerikanische Filmschauspielerin
- Stewart, Kendyl (* 1994), US-amerikanische Schwimmerin
- Stewart, Kennedy (* 1966), kanadischer Politiker
- Stewart, Kerron (* 1984), jamaikanische Sprinterin
- Stewart, Kevin (* 1968), schottischer Politiker
- Stewart, Kevin (* 1993), englischer Fußballspieler
- Stewart, Kristen (* 1990), US-amerikanische SchauspielerinKristen Stewart (* 1990)

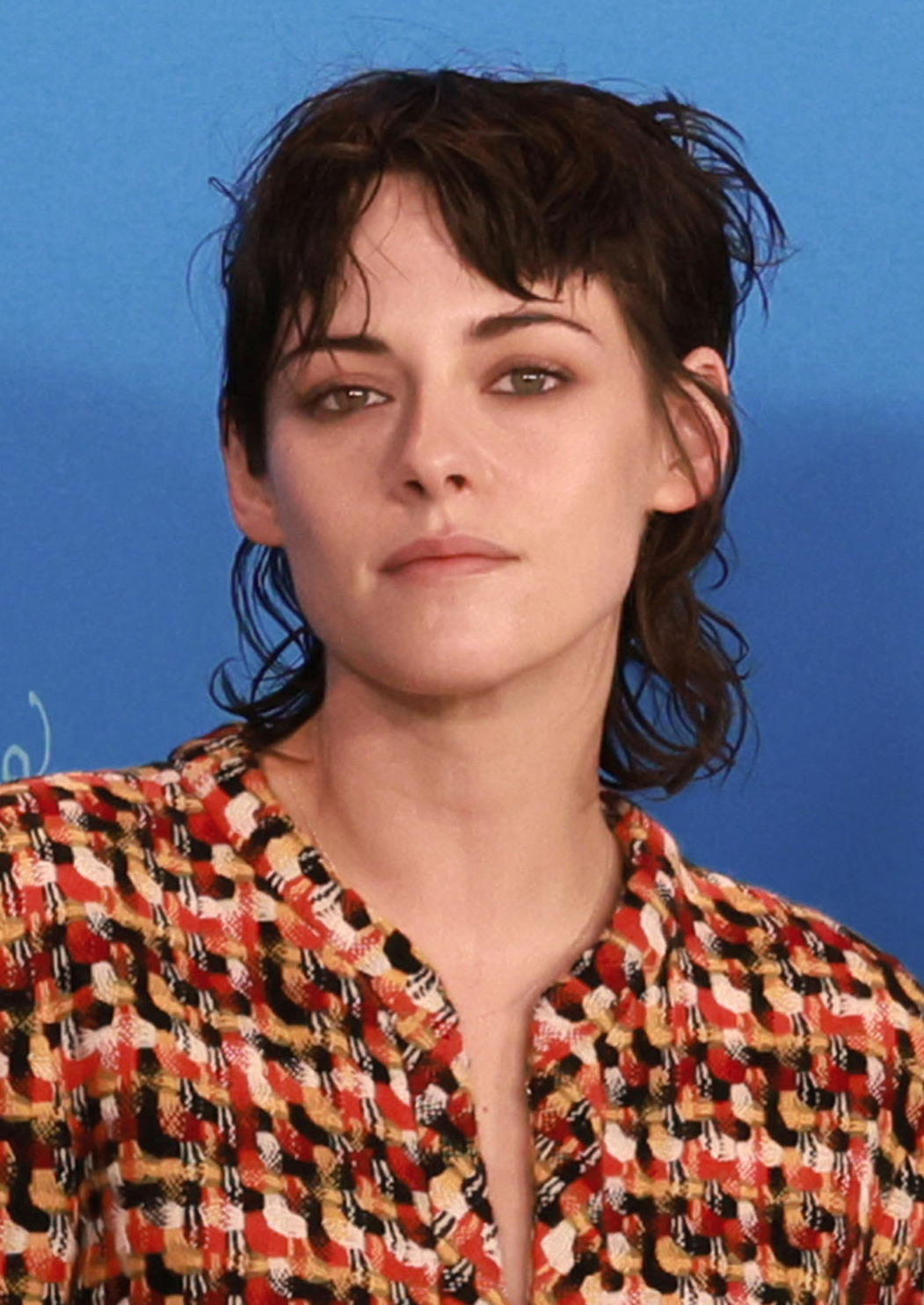
Kristen Stewart (* 1990)

###### Stewart, L
- Stewart, Lachie (1943–2025), britischer Langstreckenläufer
- Stewart, Larry (1948–2007), US-amerikanischer Philanthrop
- Stewart, Larry (* 1959), US-amerikanischer Country-Sänger
- Stewart, Lennox (1949–2021), trinidadischer Leichtathlet
- Stewart, Leslie (* 1961), Boxer aus Trinidad und Tobago
- Stewart, Liam (* 1994), britisch-neuseeländischer Eishockeyspieler
- Stewart, Lisa, US-amerikanische Filmproduzentin
- Stewart, Louis (1944–2016), irischer Jazzgitarrist und Komponist
- Stewart, Ludovic, 2. Duke of Lennox (1574–1624), schottischer Adliger
- Stewart, Luke (* 1987), US-amerikanischer Jazzmusiker (Kontrabass, Komposition)
- Stewart, Lynard (* 1976), US-amerikanischer Basketballspieler
- Stewart, Lynne (1939–2017), amerikanische Rechtsanwältin

###### Stewart, M
- Stewart, Macie (* 1993), US-amerikanische Rockmusikerin
- Stewart, Malcolm (* 1948), kanadischer Schauspieler
- Stewart, Margaret, Countess of Angus, schottische Adlige
- Stewart, Maria W. (1803–1879), US-amerikanische Journalistin, Frauenrechtlerin und Abolitionistin
- Stewart, Marianne (1922–1992), deutschamerikanische Schauspielerin
- Stewart, Mark (1960–2023), britischer Musiker, Frontmann und Sänger
- Stewart, Mark (* 1995), britischer Radsportler
- Stewart, Martha (1922–2021), US-amerikanische Sängerin und Schauspielerin
- Stewart, Martha (* 1941), US-amerikanische Fernsehmoderatorin und AutorinMartha Stewart (* 1941)

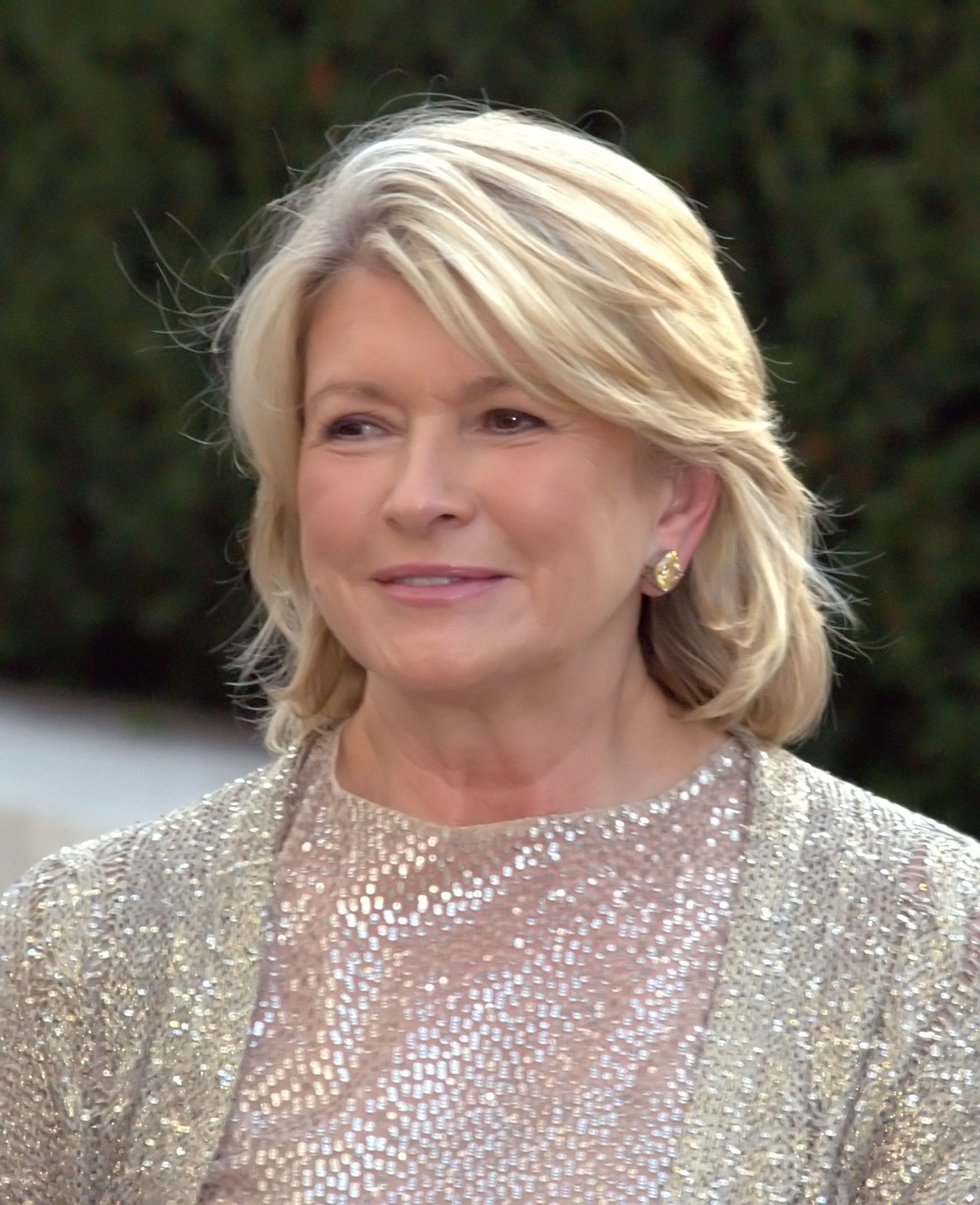
Martha Stewart (* 1941)

- Stewart, Mary (1916–2014), britische Schriftstellerin
- Stewart, Mary (* 1956), britische Mittel- und Langstreckenläuferin
- Stewart, Mary, Baroness Stewart of Alvechurch (1903–1984), britische Politikerin (Labour Party)
- Stewart, Mary, Countess of Buchan († 1465), schottische Prinzessin
- Stewart, Matthew, 2. Earl of Lennox († 1513), schottischer Adliger
- Stewart, Matthew, 4. Earl of Lennox (1516–1571), schottischer Adliger
- Stewart, Mel (1929–2002), US-amerikanischer Schauspieler, Musiker und LehrerMel Stewart (1929–2002)

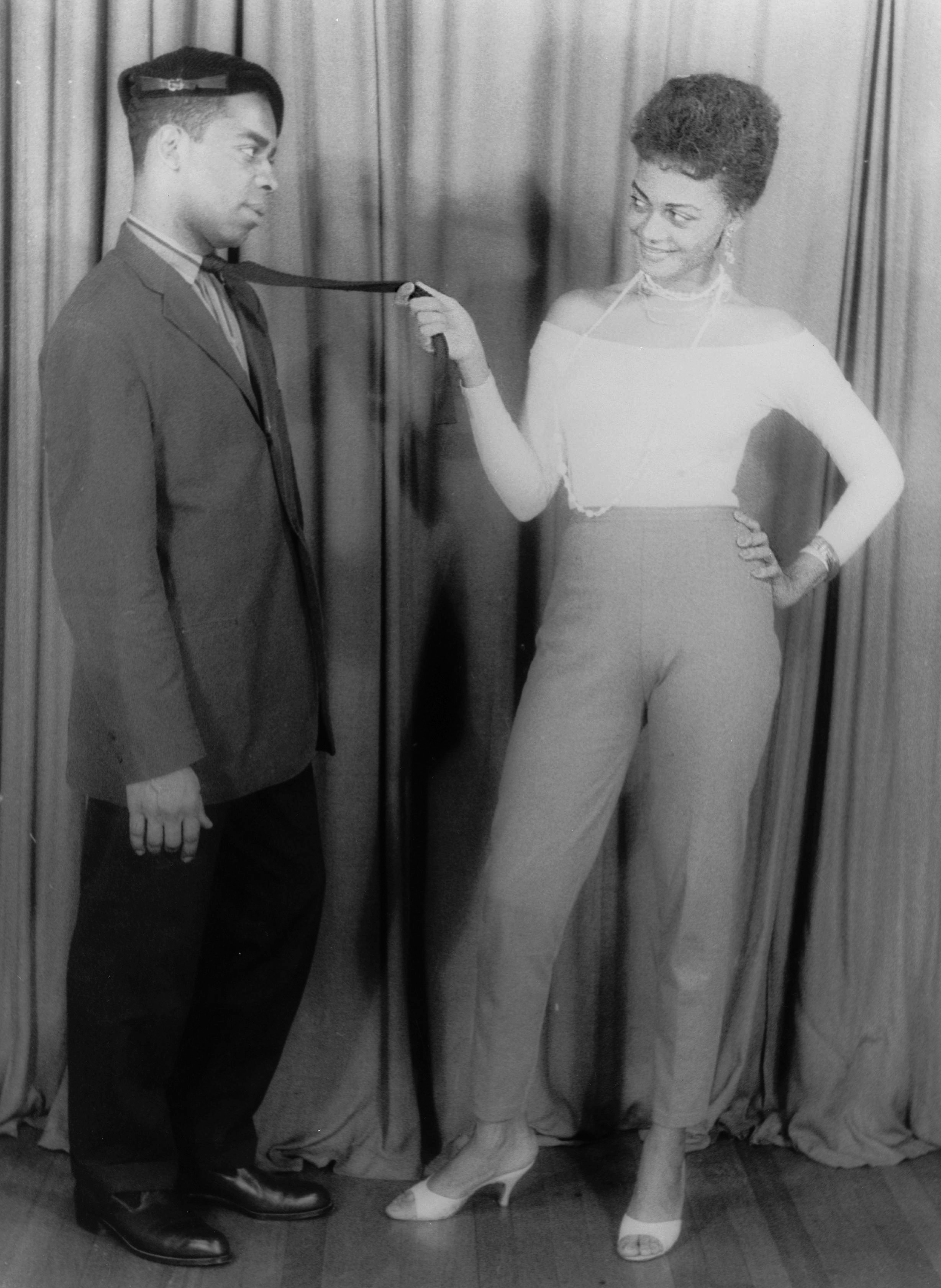
Mel Stewart (1929–2002)

- Stewart, Melvin (* 1968), US-amerikanischer Schwimmer
- Stewart, Merch Bradt (1875–1934), US-amerikanischer Militär, General der US Army
- Stewart, Michael (1906–1990), britischer Politiker, Mitglied des House of Commons
- Stewart, Michael (* 1972), austro-kanadischer Eishockeyspieler und -trainer
- Stewart, Miles (* 1971), australischer Triathlet
- Stewart, Miranda (* 1954), britische Hispanistin
- Stewart, Murdoch, 2. Duke of Albany (1362–1425), schottischer Adliger
- Stewart, Murdoch, Earl of Menteith († 1332), schottischer Magnat
- Stewart, Murray (* 1986), australischer Kanute

###### Stewart, N
- Stewart, Nellie (1858–1931), australische Schauspielerin und Sängerin
- Stewart, Nels (1902–1957), kanadischer Eishockeyspieler

###### Stewart, O
- Stewart, Ossie (* 1954), britischer Segler

###### Stewart, P
- Stewart, Patrick (* 1940), britischer Schauspieler, Filmproduzent, Filmregisseur und ProfessorPatrick Stewart (* 1940)

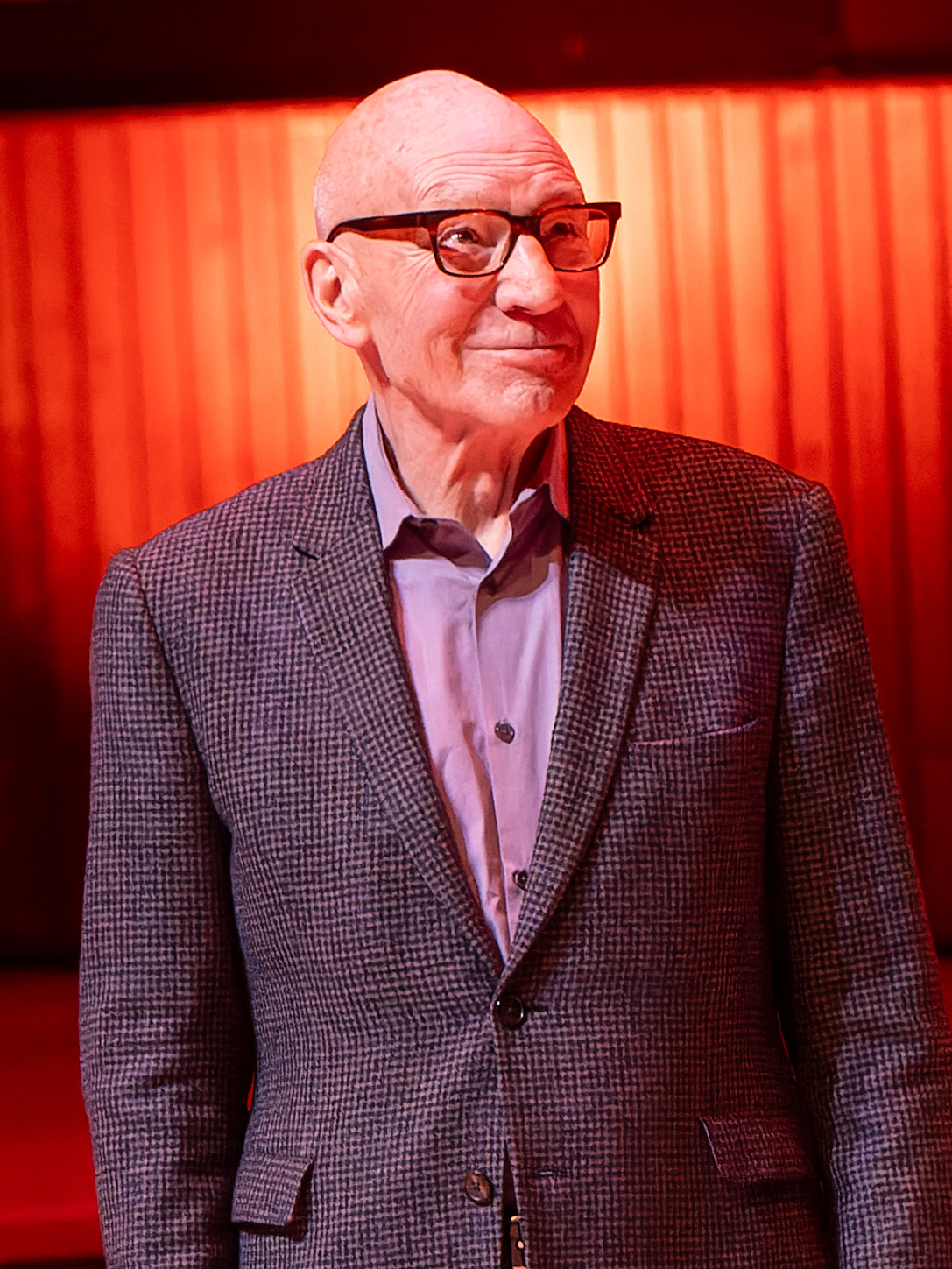
Patrick Stewart (* 1940)

- Stewart, Paul (1892–1950), US-amerikanischer Politiker
- Stewart, Paul (1908–1986), US-amerikanischer Schauspieler
- Stewart, Paul (* 1955), britischer Schriftsteller
- Stewart, Paul (* 1964), englischer Fußballspieler
- Stewart, Paula (* 1929), US-amerikanische Schauspielerin und Sängerin
- Stewart, Payne (1957–1999), US-amerikanischer Golfer
- Stewart, Peggy (1923–2019), US-amerikanische Schauspielerin
- Stewart, Percy Hamilton (1867–1951), US-amerikanischer Politiker
- Stewart, Peter (* 1947), britischer Mittel- und Langstreckenläufer
- Stewart, Peter (* 1971), britischer Klassischer Archäologe
- Stewart, Phillip A., US-amerikanischer Offizier, Generalmajor der US Air Force
- Stewart, Potter (1915–1985), US-amerikanischer Jurist, Richter am Obersten Gerichtshof

###### Stewart, R
- Stewart, Randolph, 13. Earl of Galloway (1928–2020), schottischer Peer
- Stewart, Raven, kanadische Schauspielerin
- Stewart, Raymond (* 1965), jamaikanischer Leichtathlet
- Stewart, Raymond Lee (1952–1996), US-amerikanischer Serienmörder
- Stewart, Reginald (1900–1984), kanadischer Dirigent, Pianist und Musikpädagoge
- Stewart, Rex (1907–1967), US-amerikanischer Jazzkornettist
- Stewart, Richard Campbell (1836–1904), britischer General
- Stewart, Riley Thomas (* 2002), US-amerikanischer Schauspieler
- Stewart, Rob (* 1961), kanadischer SchauspielerRob Stewart (* 1961)

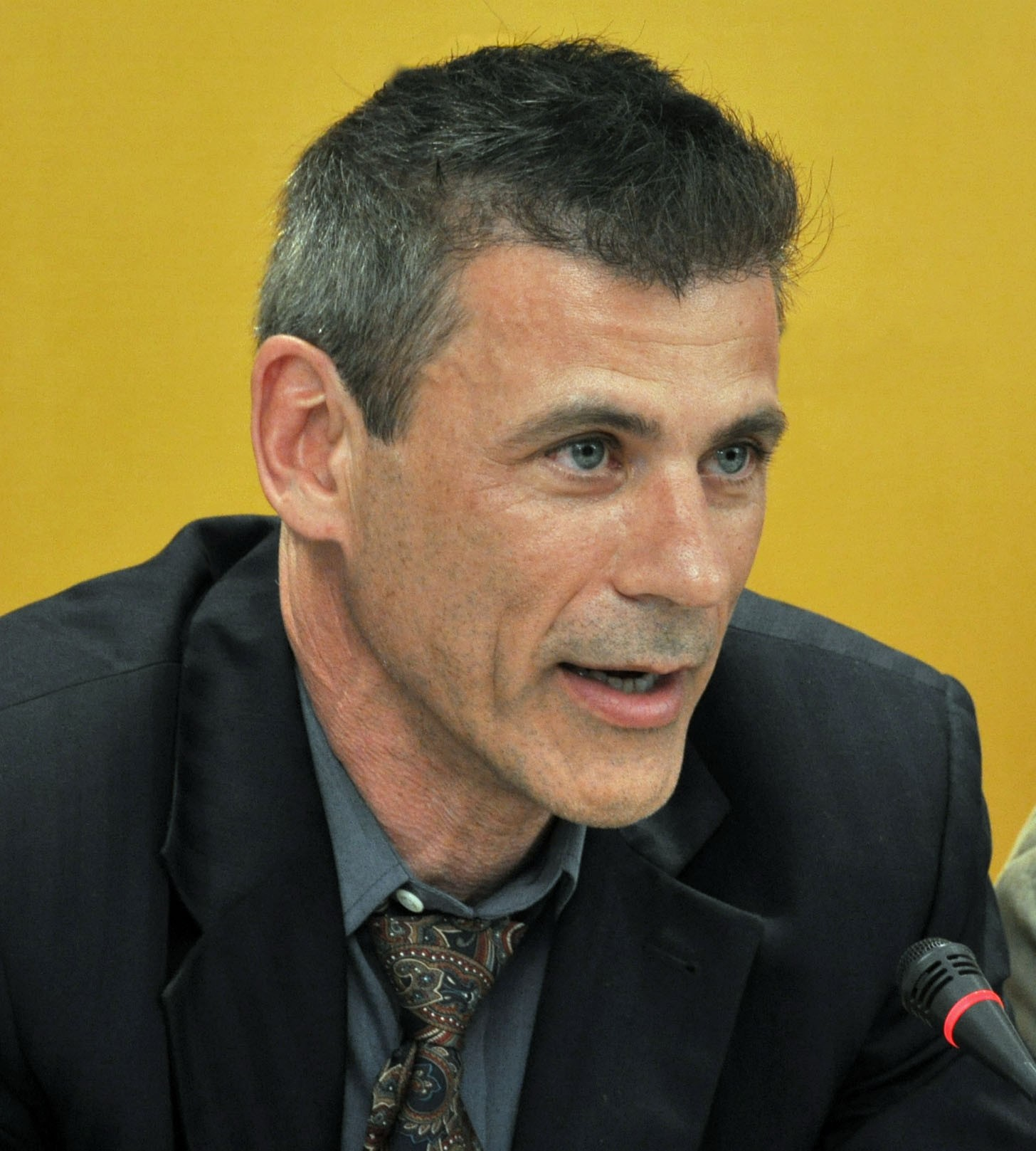
Rob Stewart (* 1961)

- Stewart, Rob (1979–2017), kanadischer Filmproduzent, Fotograf und Naturschutzbiologe
- Stewart, Robert (1918–1995), US-amerikanischer Komponist
- Stewart, Robert L. (* 1942), US-amerikanischer Astronaut
- Stewart, Robert MacGregor (1842–1919), britischer Offizier, Gouverneur von Bermuda
- Stewart, Robert Marcellus (1815–1871), Gouverneur von Missouri
- Stewart, Robert Prescott (1825–1894), irischer Organist, Dirigent und Komponist
- Stewart, Robert, 1. Duke of Albany († 1420), schottischer Prinz
- Stewart, Robert, 1. Earl of March († 1586), schottischer Adliger
- Stewart, Robert, 1. Lord Lorne († 1449), schottischer Peer
- Stewart, Robert, 2. Marquess of Londonderry (1769–1822), irisch-englischer Politiker, Mitglied des House of Commons
- Stewart, Roberta (* 1958), US-amerikanische Altphilologin
- Stewart, Robinson (* 1972), eswatinischer Sprinter
- Stewart, Robyn (* 1990), irische Bahnradsportlerin
- Stewart, Rod (* 1945), britischer Rock- und Pop-SängerRod Stewart (* 1945)

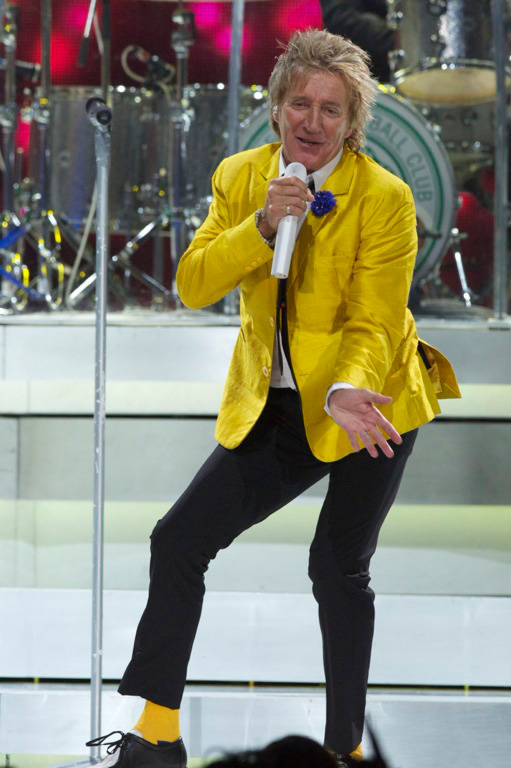
Rod Stewart (* 1945)

- Stewart, Rollen (* 1944), US-amerikanischer Mann, trat häufig in US-amerikanischen Medien auf, Geiselnehmer
- Stewart, Ron (1932–2012), kanadischer Eishockeyspieler und -trainer
- Stewart, Rory (* 1973), britischer Politiker, Mitglied des House of Commons und Autor
- Stewart, Rory (* 1996), schottischer Squashspieler
- Stewart, Ross (* 1976), irischer Künstler, Animator, Artdirector und Filmregisseur
- Stewart, Ross (* 1995), schottischer Fußballtorwart
- Stewart, Ross (* 1996), schottischer Fußballspieler
- Stewart, Roy (1883–1933), US-amerikanischer Stummfilmschauspieler, Filmschauspieler und Drehbuchautor
- Stewart, Roy (1925–2008), britischer Schauspieler
- Stewart, Roy C. (1892–1981), US-amerikanischer Techniker und Erfinder
- Stewart, Russell (* 1960), australischer Dartspieler
- Stewart, Ryhan (* 2000), singapurisch-walisischer Fußballspieler

###### Stewart, S
- Stewart, Sally (1911–2002), britische Schauspielerin
- Stewart, Sam V. (1872–1939), US-amerikanischer Jurist und Politiker
- Stewart, Samantha, US-amerikanische Schauspielerin
- Stewart, Sammy († 1960), US-amerikanischer Jazz-Musiker und Bandleader
- Stewart, Sandy (* 1937), US-amerikanische Sängerin
- Stewart, Sara (* 1966), britische Schauspielerin
- Stewart, Sarah (1911–2008), britische Schwimmerin
- Stewart, Sarah E. (1905–1976), mexikanisch-amerikanische Mikrobiologin und Hochschullehrerin
- Stewart, Sean (* 1965), US-amerikanisch-kanadischer Fantasy- und Science-Fiction-Autor
- Stewart, Shakir (1974–2008), US-amerikanischer Musikunternehmer
- Stewart, Sherwood (* 1946), US-amerikanischer Tennisspieler
- Stewart, Slam (1914–1987), US-amerikanischer Jazz-Bassist
- Stewart, Stephen (* 1978), australischer Ruderer
- Stewart, Susan (* 1967), US-amerikanische Politologin

###### Stewart, T
- Stewart, Taylor, Filmkomponist
- Stewart, Thomas (1925–1994), irischer Bischof und Missionar
- Stewart, Thomas (1928–2006), US-amerikanischer Opernsänger (Bassbariton)
- Stewart, Thomas E. (1824–1904), US-amerikanischer Politiker
- Stewart, Thomas Grainger (1837–1900), britischer Pathologe
- Stewart, Tom (1892–1972), US-amerikanischer Jurist und Politiker
- Stewart, Tonea (* 1947), US-amerikanische Schauspielerin
- Stewart, Tony (* 1971), US-amerikanischer RennfahrerTony Stewart (* 1971)

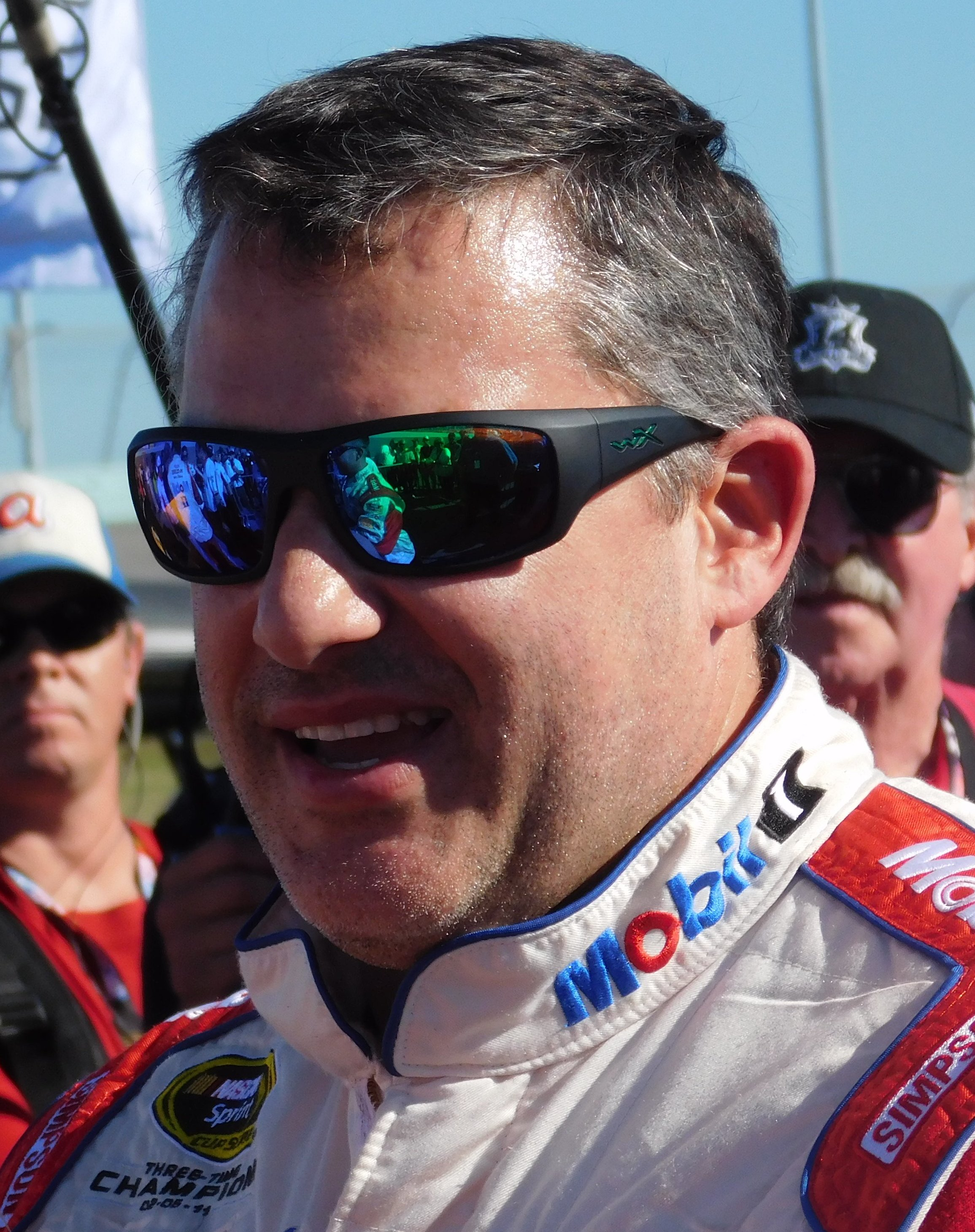
Tony Stewart (* 1971)

- Stewart, Trevor (* 1997), US-amerikanischer Sprinter
- Stewart, Tyler (* 1978), US-amerikanische Triathletin

###### Stewart, V
- Stewart, Vaughn (* 1988), amerikanischer Rechtsanwalt und Politiker
- Stewart, Vincent R. (1958–2023), amerikanischer Offizier des United States Marine Corps im Range eines Generalleutnants

###### Stewart, W
- Stewart, Walter Bulloch, schottischer Magnat
- Stewart, Walter, 1. Earl of Atholl († 1437), schottischer Adliger und Verschwörer
- Stewart, Walter, 1. Lord Blantyre († 1617), schottischer Adliger und Politiker
- Stewart, Walter, 6. High Steward of Scotland († 1327), schottischer Adliger
- Stewart, William (1774–1827), britischer Offizier und Politiker
- Stewart, William († 1851), schottischer Kartograf, Kapitän, Robben- und Walfänger
- Stewart, William (1810–1876), US-amerikanischer Politiker
- Stewart, William (1889–1958), australischer Leichtathlet
- Stewart, William Alexander (1930–2002), US-amerikanischer Linguist
- Stewart, William Drummond (1795–1871), schottischer Abenteurer und britischer Offizier
- Stewart, William James (1889–1969), kanadischer Politiker, 43. Bürgermeister von Toronto
- Stewart, William M. (1827–1909), US-amerikanischer Jurist und Politiker
- Stewart, William, 1. Earl of Blessington (1709–1769), anglo-irischer Peer und Politiker
- Stewart, Wynn (1934–1985), US-amerikanischer Country-Musiker

###### Stewart, Z
- Stewart, Zeph (1921–2007), US-amerikanischer Klassischer Philologe

###### Stewart-B
- Stewart-Bowden, Johna (* 1979), US-amerikanische Schauspielerin

###### Stewart-C
- Stewart-Clark, Jack (* 1929), britischer Politiker (Conservative Party)

###### Stewart-J
- Stewart-Jarrett, Nathan (* 1985), englischer SchauspielerNathan Stewart-Jarrett (* 1985)

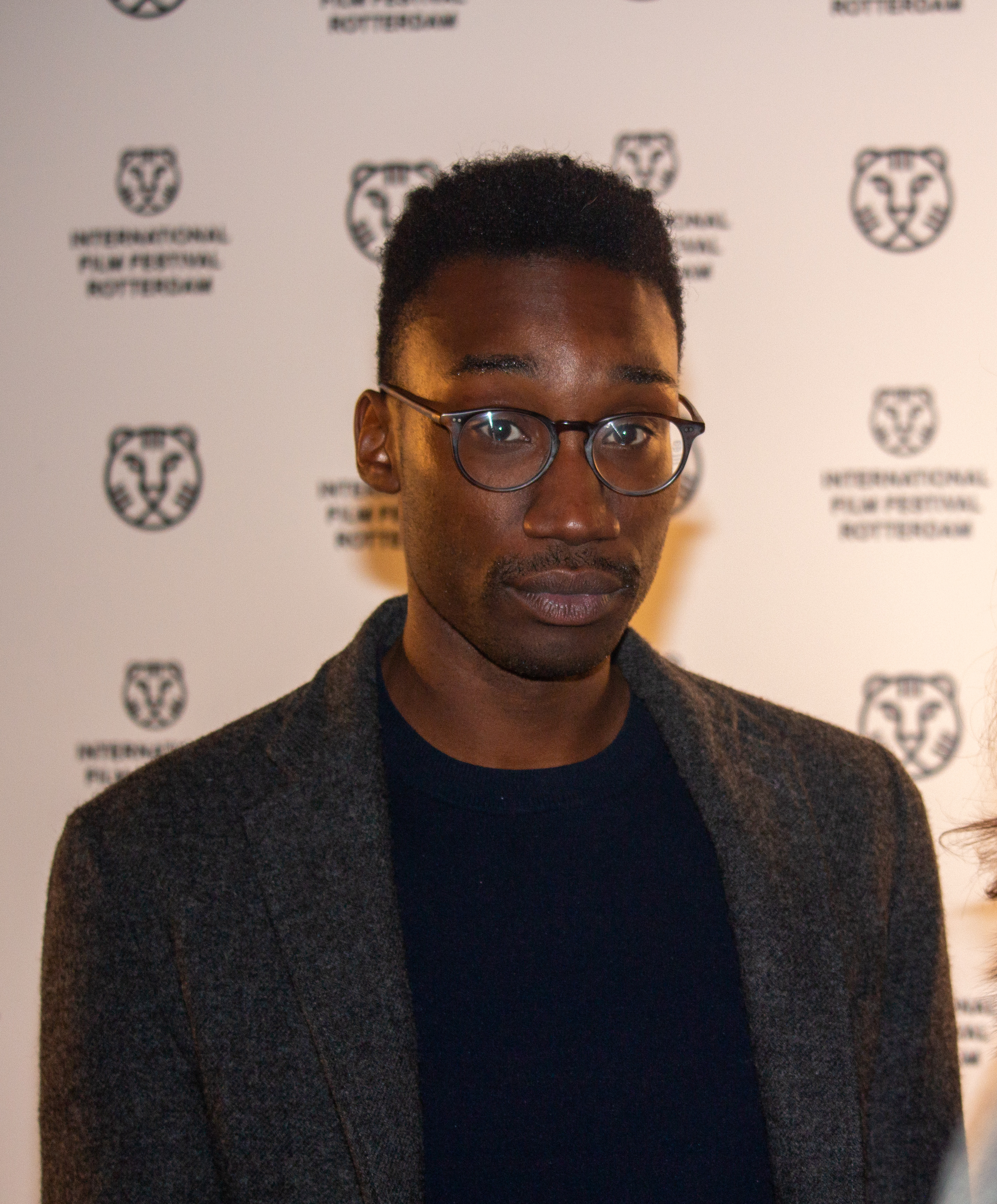
Nathan Stewart-Jarrett (* 1985)

- Stewart-Jones, Katherine (* 1995), kanadische Skilangläuferin

###### Stewart-M
- Stewart-Murray, James, 9. Duke of Atholl (1879–1957), schottischer Großgrundbesitzer und Peer
- Stewart-Murray, John, 7. Duke of Atholl (1840–1917), britischer Peer, Militär und Politiker
- Stewart-Murray, John, 8. Duke of Atholl (1871–1942), britischer Militär und Politiker
- Stewart-Murray, Katharine (1874–1960), britische Politikerin, Mitglied des House of Commons

###### Stewart-W
- Stewart-Wilson, Belinda (* 1971), britische Schauspielerin

###### Stewarts
- Stewartson, Keith (1925–1983), britischer Mathematiker

### Stewe
- Stewe, Werner, deutscher Regisseur
- Stewen, Dirk (* 1972), deutscher Künstler
- Stewens, Christa (* 1945), deutsche Politikerin (CSU), MdL, bayerische Staatsministerin
- Stewens, Christian, deutscher Rudersportler
- Stewens, Simone (* 1956), deutsche Fernsehjournalistin, FH-Geschäftsführerin

### Stewi
- Stewig, Reinhard (1929–2016), deutscher Geograph, Autor sowie Lehrer

### Stewn
- Stewner, Tanya (* 1974), deutsche Kinderbuchautorin